# Central Coast Mariners FC
Central Coast Mariners er en professionel fodboldklub fra Central Coast, New South Wales. Klubben spiller i den Australske A-League, og er et af fire hold fra staten New South Wales der spiller i ligaen. The Mariners var det første professionelle fodboldklub fra Central Coast til at konkurrere i en national konkurrence.

## Resultater

### Titler
Liga
- A-League
  - Mesterskab (Slutspil) (1): 2012/13
  - Premiers (2): 2007/08, 2011/12
  - Championship (Slutspil) Finalist (3): 2005/06, 2007/08, 2011/12, 2012/13
  - Premiership Runners-up (2): 2010/11, 2012/13

Cup
- Pre-season Cup
  - Vinder (1): 2005
  - Finalist (2): 2005, 2006

Continental
- Asian Champions League
  - Første Runde (3): 2009, 2012, 2013
  - Anden Runde (1): 2013